# حسن الشاوش
الحاج حسن الشاوش أو (بابا حسن الشاوش)، كان الحاكم السادس وداي الجزائر العاصمة. حكم لمدة شهرين فقط بين عامي 1698 و1700.

## الحكم
بدأ حكمه عام 1698 بعد مقتل سلفه الحاج أحمد على يد الإنكشارية. وعلى عكس أحمد، كان حسن معروفًا بالاعتدال والهدوء. ورغم الاضطرابات، حافظ حسن على علاقات جيدة مع المملكة الفرنسية التي أسسها الحاج أحمد شعبان. حاول دبلوماسي فرنسي يدعى السيد دي فوربين إفساد العلاقات الدبلوماسية من خلال إنقاذ العديد من العبيد المسيحيين من الجزائر العاصمة على متن أسطول فرنسي يسمى تميراير . وحتى وسط أعمال شغب شهدتها العاصمة، تمكن حسن من تهدئة الوضع بنواياه الطيبة.
لاحقًا ثار مراد الثالث (باي تونس) والإنكشارية الجزائرية ضد حسن وأجبروه على التنازل عن لقب باي لديوان الجزائر. ثم عين الديوان آغاه الحاج مصطفى داياً جديداً. وبعد استقالته، أرسل حسن إلى طرابلس حيث من المحتمل أنه مات هناك.